# Адам Різе
Адам Різе (17 січня 1492, Бад-Штаффельштайн, Ліхтенфельс, Верхня Франконія, Баварія — 30 березня 1559, Аннаберг-Бухгольц, Саксонія) — німецький математик.

## Життя
Про дитинство, юність і освіту майже нічого не відомо. Точний рік народження невідомий. Підпис до єдиного відомого тогочасного портрета математика звучить так: ANNO 1550 ADAM RIES SEINS ALTERS IM LVIII. Отже, очевидно, він мав 58 років на момент написання картини, створеної 1550 року. З цього можна зробити висновок, що він народився 1492 або 1493 року.
Місце народження, Штаффельштайн, відоме, оскільки він навів інформацію про себе в передмові до книги Coß. Батько, Конц Різе, був власником тамтешнього млина, а мати, Єва Кіттлер, була другою дружиною його батька.
Перші десятиліття після народження Різе не підтверджено документами, тому невідомо, як і де він навчався. У реєстрах атестатів зрілості університетів також немає відомостей про його навчання.
Вперше Адама Різе згадано в документі 22 квітня 1517 року, коли він постав перед радою Штаффельштайна через суперечку щодо спадщини. На 1509 рік він уже жив у Цвікау зі своїм молодшим братом Конрадом, який відвідував там латинську школу. 1518 року поїхав до Ерфурта, де керував математичною школою і написав та опублікував дві математичні книги.
У 1522 або 1523 році переїхав до щойно заснованого гірничого міста Аннаберг, де провів решту свого життя. Там 1524 року завершив рукопис підручника з алгебри Coß, хоча лише 1992 року книгу опублікував Б. Г. Теубнер. У цей час Різе познайомився з Анною Лойбер, донькою фрайберзького майстра-слюсаря Андреаса Лойбера. Вінчання пари згадано 1525 року в реєстрі церкви Св. Анни в Аннаберзі. Того ж року він склав присягу громадянина, купив будинок на Йоганнісгассе в Аннаберзі й оселився. Спочатку заробляв на життя як Rezessschreiber (перевіряльник розрахунків копалень), а пізніше як Gegenschreiber (бухгалтер копалень) і Zehntner (обласний фінансовий адміністратор). 1539 року він купив «Різенбург», невеликий замок за містом, будівлі якого й нині носять його ім'я. Остання праця вийшла друком 1550 року.
Помер 30 березня 1559 року. Через скупість інформації невідомо, де він похований, чи в Аннаберзі, чи в Різенбурзі, чи деінде.

### Сім'я

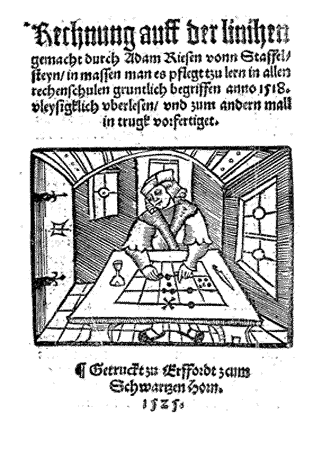
Rechnung auff der linihen

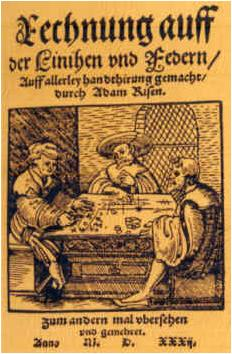
Rechnung auff der linihen und federn

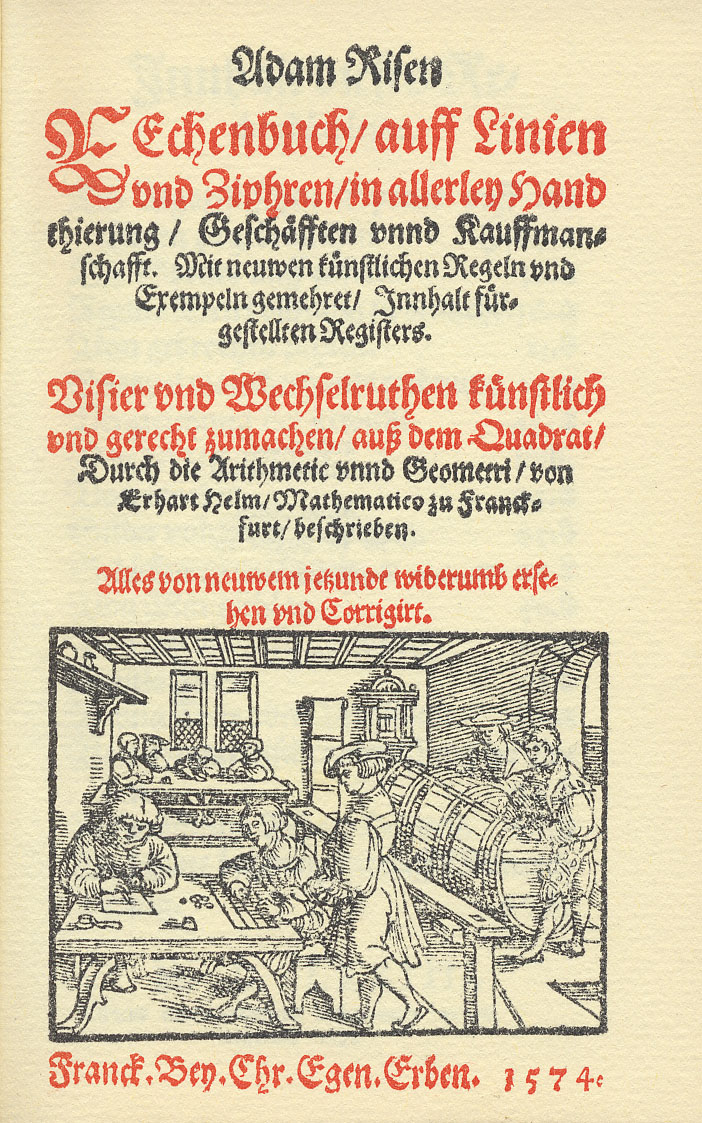
Арифметична книга, 1574

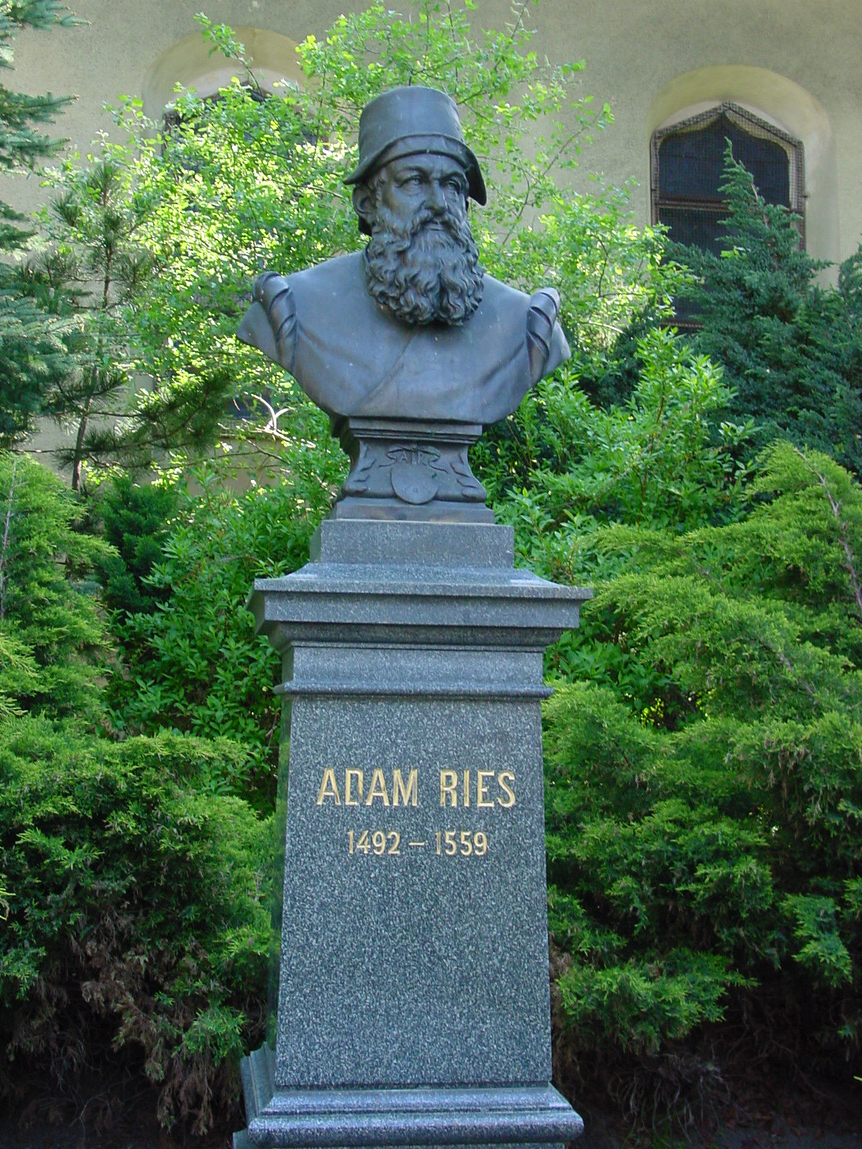
Пам'ятник Адаму Різе в церкві Св. Тринітатіскірхе в Аннаберг-Бухгольці

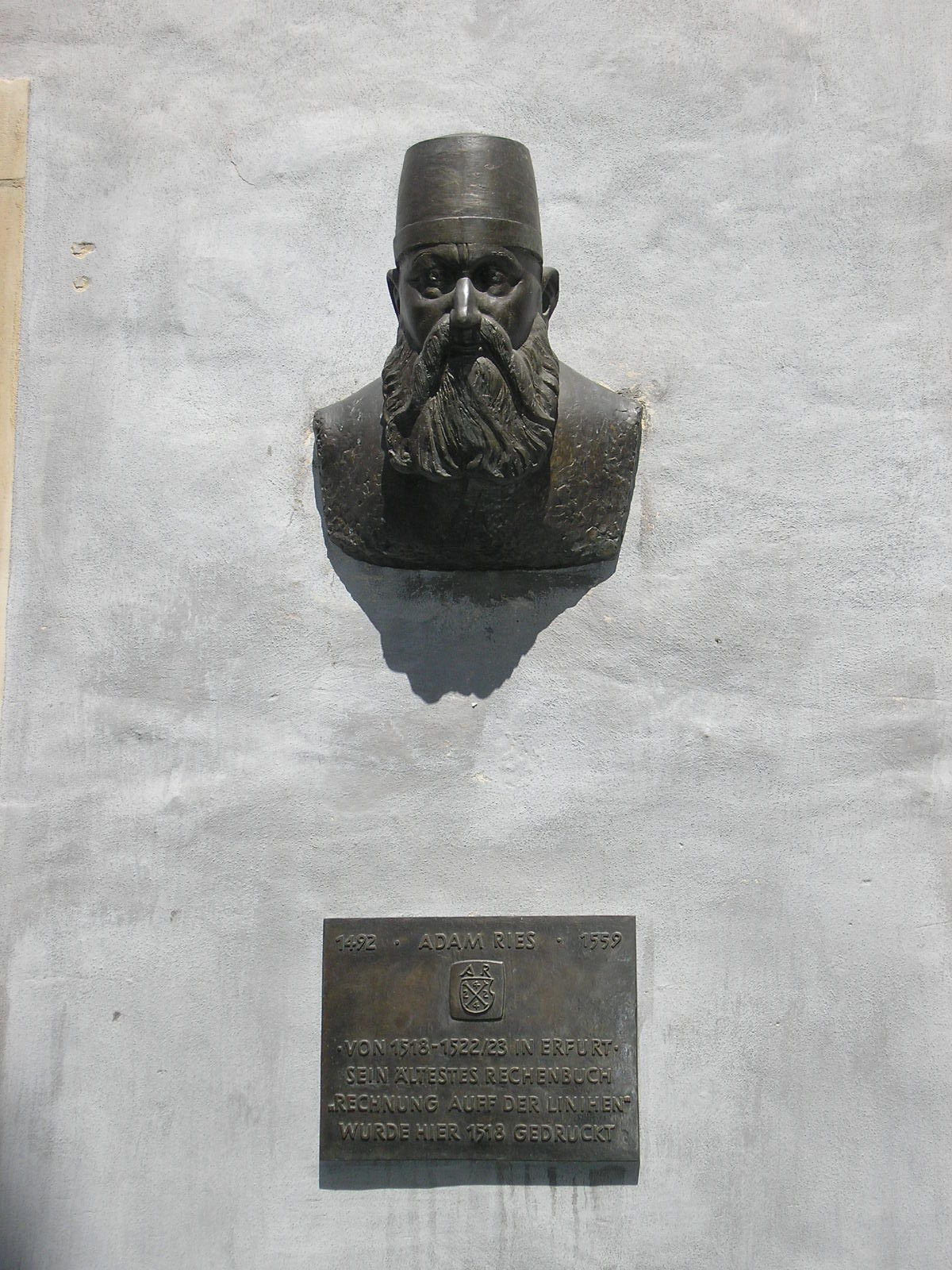
Бюст в Ерфурті

Різе з дружиною мали щонайменше восьмеро дітей. Троє з п'яти синів, Адам, Авраам і Яків, відомі як математики в Аннаберзі. Авраам і Яків померли 1604 року в рідному місті, а Адам, як вважають, оселився в горах Гарц. Четвертий син, Ісаак, переїхав до Лейпцига, де працював візирером (фахівцем із мір і ваг; нім. Visierer). Пауль, п'ятий син, був землевласником і суддею у Візі. Три дочки, Єва, Анна та Сибілла, одружилися в Аннаберзі.
Нащадки Адама Різе є предметом постійних детальних генеалогічних досліджень. Багато з них живуть у верхній частині Рудних гір. Adam-Ries-Bund (Асоціація Адама Різе, див. посилання) взяла за мету дослідити всіх нащадків Адама Різе і нині має понад 20 000 прямих нащадків у своїй базі даних, що постійно оновлюється.

### Праці
- Rechnung auff der linihen (1518) — опис обчислень на рахунковій дошці, свого роду рахівниці. Згідно з передмовою, друге видання призначалося виключно для дітей[7].
- Rechnung auff der linihen und federn… (1522) — окрім обчислень на рахунковій дошці, описано обчислення з індійськими/арабськими цифрами. Цільовими читачами були учні підприємців і ремісників. Донині видано 114 разів.
- Coß (рукопис 1524 року, надрукований 1992 року) — підручник з алгебри, названий на честь загальноприйнятої назви невідомої змінної в німецькому Середньовіччі; встановлює зв'язок між середньовічною та сучасною алгеброю.
- Ein Gerechent Büchlein/ auff den Schöffel/ Eimer/ vnd Pfundtgewicht… (рукопис 1533 року, надруковано 1536 року) — книга з таблицями для обчислення повсякденних цін; свого роду путівник, який, за передмовою Різе, допомагає, «щоб бідна проста людина не була ошукана, купуючи хліб». Також відомий під назвою «Annaberger Brotordnung».
- Rechenung nach der lenge/ auff den Linihen vnd Feder (1550) — часто цитується під скороченою назвою «Практика». У книзі вперше наведено портрет автора, який взагалі є єдиним сучасним зображенням Різе, а також зазначено рік його народження.

Різе писав свої твори не латиною, як це було прийнято в той час, а німецькою.

## Відзнаки та пам'ятники
1997 року на честь Адама Різе названо астероїд головного поясу сім'ї Ніси 7655 Адамріс.

### Аннаберг
- 1893: бюст роботи Роберта Генце

З нагоди 400-річчя від дня народження Адама Різе Історичне товариство Аннаберга вирішило 1891 року встановити пам'ятник математику. Через фінансові труднощі скульптуру роботи дрезденського скульптора Генце освячено лише 5 листопада 1893 року. 1943 року бронзове погруддя розплавлено для виготовлення зброї, а через десять років його замінили копією з пісковику. Наприкінці 1970-х років його прибрали з міста через побоювання, що його стан погіршуватиметься. 1991 року виставлено новий бюст з пісковику на його нинішньому місці. Після серйозних пошкоджень 1992 року вандалами, його знову відновили за ініціативи Асоціації Адама Різе, і встановили перед церквою на 100-ту річницю першого освячення.

### Штаффельштайн
- 1874: меморіальна дошка на ратуші.
- 1959: рельєф із пісковику роботи Карла Потцлера на ратуші.
- 1980: бронзовий рельєф роботи Губерта Вебера у відділенні ощадбанку на Бамбергерштрассе.
- 1990: бронзовий рельєф роботи Губера Вебера перед відділенням ощадбанку на Банхофштрассе.
- 1992: бронзова табличка біля входу до банку Райффайзен, де, як припускають, був будинок, у якому народився Адам Різе.

### Ерфурт
- 1992: тричастинний ансамбль із бронзовим бюстом, табличкою з текстом і розрахунковою таблицею, встановленими на поверхні дороги на Міхаелісштрассе, 48.

## Поштові марки
- Німецька пошта в 1959 і 1992 роках випустила на честь Адама Різе дві поштові марки (за каталогом Michel № 308 і 1612).

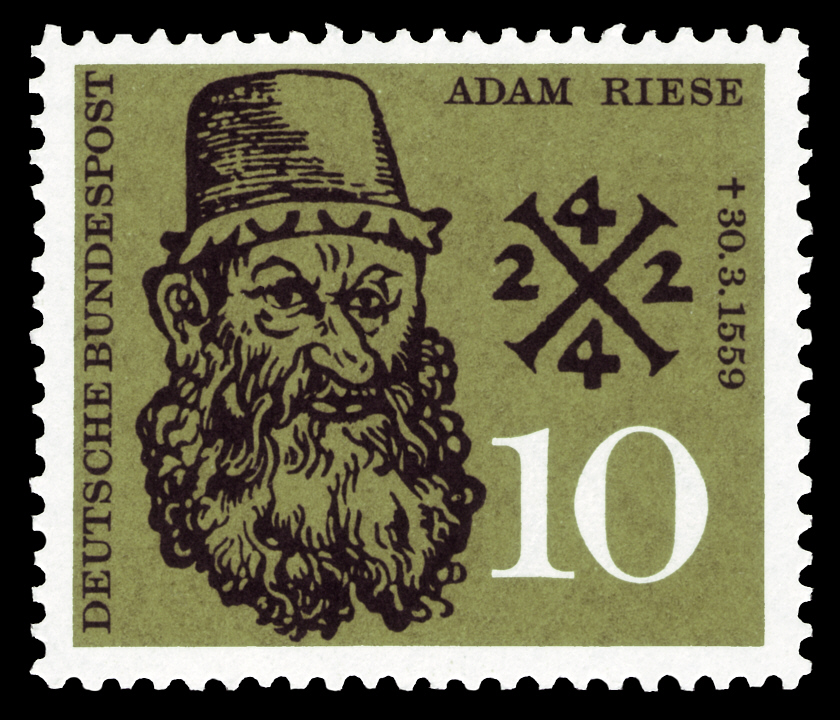
Марка, випущена до 400-річчя смерті Адама Різе.